# Muntiacus putaoensis
Il muntjak di Putao (Muntiacus putaoensis Amato, Egan e Rabinowitz, 1999), noto anche come muntjak foglia, è una piccola specie di muntjak. Venne scoperto nel 1997 dal biologo Alan Rabinowitz durante una ricerca sul campo nell'isolata cittadina di Naungmung, in Myanmar. Rabinowitz scoprì la specie esaminando la piccola carcassa di un cervo che inizialmente ritenne essere un esemplare giovane di un'altra specie; tuttavia, riuscì a provare che la spoglia apparteneva a una femmina adulta. Riuscì successivamente a ottenere altri esemplari di questo animale, la cui analisi del DNA rivelò essere una nuova specie di cervo. I cacciatori locali la conoscono molto bene e la chiamano phet gyi, «cervo-foglia», poiché il suo corpo può essere completamente avvolto in un'unica grande foglia.

## Descrizione
Un muntjak di Putao adulto misura appena 50 cm di altezza al garrese e pesa meno di 11 kg. Il mantello è di colore marrone chiaro. I maschi presentano palchi non ramificati che misurano circa 2,5 cm di lunghezza. A parte la presenza di questi ultimi, maschi e femmine sono identici. Rispetto agli altri Cervidi questa specie è piuttosto insolita, poiché i piccoli non presentano il tipico manto macchiato. Inoltre, si differenzia dagli altri muntjak per il fatto di presentare canini pronunciati sia nei maschi che nelle femmine.

## Distribuzione e habitat
Il muntjak di Putao vive unicamente nelle fitte foreste birmane della Valle di Hukwang, una regione situata a nord-est di Putao, città dalla quale tale specie prende il nome, e a sud del ramo di Nam Tamai del fiume Mai Hka. Si incontra ad altitudini comprese tra i 450 e i 600 m, cioè attorno alla zona di transizione tra foreste tropicali e temperate. La sua esistenza in India venne confermata per la prima volta nel Distretto di Lohit, nell'Arunachal Pradesh orientale. Nel 2002 venne scoperto anche all'interno della Riserva delle Tigri di Namdapha, anch'essa situata nello stesso Stato indiano. È stato inoltre avvistato nella regione compresa tra Lohit e Changlang e nei pressi di Noklak, nel Nagaland. Probabilmente abita in ogni zona di habitat disponibile lungo l'intera dorsale dei Monti Pātkai Bum e Kumon Taungdan. Recentemente, è stato registrato in alcune nuove aree dell'Aranuchal Pradesh dove non era mai stato visto precedentemente.

## Biologia
Conduce un'esistenza solitaria ed è attivo sia di giorno che di notte, alternando precisi periodi di veglia e di riposo. Si nutre principalmente di frutta.

## Conservazione
Nonostante sia di scarso interesse per la caccia a causa della piccola taglia, può cadere accidentalmente nelle trappole poste per altri animali. La perdita dell'habitat rappresenta un ulteriore pericolo per l'esistenza della specie, che non ha ancora ricevuto uno status preciso dall'IUCN.